# 更仁
更仁（藏語：ཀུན་རིན།）是印度阿鲁纳恰尔邦上桑朗县更仁乡（Gelling Circle）首府，地处雅鲁藏布江右岸，南邻都登，北接中华人民共和国西藏自治区林芝市墨脱县背崩乡西让村。该地属于中国与印度领土争议地区，中国将其划归墨脱县管辖，是中华人民共和国民政部第四批增补藏南地区公开使用地名中的一个。